# Toyoji Takahashi
Toyoji Takahashi (高橋 豊二 Takahashi Toyoji?), född 1913 i Tokyo, död 5 mars 1940, var en japansk fotbollsspelare.
I augusti 1936 blev han uttagen i Japans trupp till fotbolls-OS 1936.